# スパイス (Perfumeの曲)
「スパイス」は、日本のテクノポップユニット・Perfumeの14枚目のシングル。2011年11月2日に徳間ジャパンコミュニケーションズから発売された。規格品番は初回限定盤がTKCA-73720、通常盤がTKCA-73725。

## 制作
2011年9月、ドラマの主題歌の依頼があってから制作が始まった。

## ミュージック・ビデオ

### スパイス
本作のDVDには収録されずに、同年11月にリリースされた4枚目アルバム『JPN』の初回限定盤のみ付属のDVDに収録された。また、約2年3ヶ月後にリリースされた映像作品『Perfume Clips』にも収録された。

### GLITTER
本作の初回限定盤のDVDに収録された。また、約2年3ヶ月後にリリースされた映像作品『Perfume Clips』にも収録された。

## 楽曲について
2.GLITTER
同年7月13日から先行配信が行われていたほか、2011年10月29日に開催された『Perfume ダンスコンテスト〜魅せよ、JPN!〜』の課題曲として使用されていた。

### タイアップ
- TBS系金曜ドラマ『専業主婦探偵〜私はシャドウ』主題歌(#1[16])
- キリンチューハイ 氷結 CMソング(#2[16])

Perfumeにとって地上波でのテレビドラマ主題歌を担当するのは初めてである。

## プロモーション
店頭予約特典として、本作のポスターがプレゼントされた。

## 収録曲

### CD
| 全作詞・作曲: 中田ヤスタカ（編曲含む）。 |                                      |                           |                           |      |
| #                                        | タイトル                             | 作詞                      | 作曲・編曲                | 時間 |
| 1.                                       | 「スパイス」                         | 中田ヤスタカ （編曲含む） | 中田ヤスタカ （編曲含む） | 3:53 |
| 2.                                       | 「GLITTER」                          | 中田ヤスタカ （編曲含む） | 中田ヤスタカ （編曲含む） | 5:10 |
| 3.                                       | 「スパイス -Original Instrumental-」 | 中田ヤスタカ （編曲含む） | 中田ヤスタカ （編曲含む） | 3:54 |
| 4.                                       | 「GLITTER -Original Instrumental-」  | 中田ヤスタカ （編曲含む） | 中田ヤスタカ （編曲含む） | 5:05 |
| 合計時間:                                | 合計時間:                            | 18:02                     |                           |      |

### DVD（初回限定盤のみ）
1. GLITTER -Video Clip-

## アルバム収録
- スパイス
  - 『JPN』
  - 『Perfume The Best “P Cubed”』
- GLITTER
  - 『JPN』(Album-mix)
  - 『Perfume Global Compilation "LOVE THE WORLD"』